# Meszhéti
Meszhéti vagy Meszhétia (grúz: მესხეთი), amely ismert Szamche (grúz: სამცხე) néven is, Grúzia egyik hegyvidékes történelmi régiója, az ország délnyugati részén. Dzsavahétivel együtt alkotják a mai Szamche-Dzsavaheti közigazgatási régiót. 
Fő látnivalói Vardzia barlangváros és kolostor és a Vanisz Kvabebi barlangkolostor. 

## Történelem
A terület a 6. századig az Ibériai Királyság befolyása alatt állt, amikor is felvették a kereszténységet, de valószínűleg továbbra is megmaradtak a kereszténység előtti szokások. Ezután a Bizánci Birodalom része (6-11. század), majd a Szafavida Birodalom, utána a 16. századtól az Oszmán-Török Birodalom alatt állt. Nagy számú török lakos telepedett le, akik muszlimok voltak, a helyi keresztényekkel szemben. A 19. században az Orosz Birodalom befolyása alá került. Ekkor a muszlim lakosok jelentős része költözött át Törökországba. Az 1940-es években nagy számú meszhéti törököt deportáltak innen Közép-Ázsiába, akiknek zöme többé nem tért vissza.

## Fordítás
- Ez a szócikk részben vagy egészben  a(z)   Месхетия című orosz Wikipédia-szócikk ezen változatának fordításán alapul.  Az eredeti cikk szerkesztőit annak laptörténete sorolja fel. Ez a jelzés csupán a megfogalmazás eredetét és a szerzői jogokat jelzi, nem szolgál a cikkben szereplő információk forrásmegjelöléseként.
- Ez a szócikk részben vagy egészben  a(z)   Меskheti című angol Wikipédia-szócikk fordításán alapul.  Az eredeti cikk szerkesztőit annak laptörténete sorolja fel. Ez a jelzés csupán a megfogalmazás eredetét és a szerzői jogokat jelzi, nem szolgál a cikkben szereplő információk forrásmegjelöléseként.